# Megan Young
Megan Lynne Talde Young (ur. 27 lutego 1990 w Alexandrii) – filipińsko-amerykańska aktorka i modelka. Zdobywczyni tytułu Miss World 2013 jako pierwsza kobieta z Filipin.

## Życiorys
Young urodziła się w rodzinie Filipinki Victorii Talde i Amerykanina Calvina Cole'a Younga III. Ma młodszego brata Victora. Gdy miała 10 lat przeprowadziła się z rodziną ze Stanów Zjednoczonych do Castillejos na Filipinach. Uczyła się w Regional Science High School III, a następnie w 2005 r. przeniosła się do Manili, gdzie rozpoczęła karierę aktorską. W 2011 roku rozpoczęła studia na kierunku produkcji filmowej w De La Salle-College of Saint Benilde.
28 września 2013 roku została Miss World 2013 jako reprezentantka Filipin, pokonując 126 kandydatek z całego świata podczas gali finałowej na Bali. Oprócz została Miss World Top Model i była 5. w konkurencji Beach Fashion. W ramach konkursu „Piękno z celem” (ang. Beauty with a Purpose) Megan przedstawiła swoją działalność w ramach pomocy ofiarom powodzi na Filipinach.